# Tour Soubirane
La tour Soubirane est une porte de ville située à Villeneuve, en France.

## Localisation
La porte de ville est située sur la commune de Villeneuve, dans le département français de l'Aveyron.

## Historique
L'édifice est inscrit au titre des monuments historiques en 1928.